# Potok pri Muljavi
Potok pri Muljavi – wieś w Słowenii, w gminie Ivančna Gorica. W 2018 roku liczyła 56 mieszkańców.